# Толпа (фильм)
«Толпа» (англ. The Crowd) — американский художественный фильм Кинга Видора 1928 года.

## Сюжет
Главный герой фильма, Джон, приехал в Нью-Йорк из глухой провинции. Он мечтает стать «королём» рекламы, но, столкнувшись с горькой действительностью, вынужден работать клерком.
Он влюбляется, женится. После свадьбы молодожёны селятся в маленькой стандартной квартире. Появляется ребёнок, жизнь усложняется. С рождением второго ребёнка увеличиваются и материальные затруднения. Главному герою сопутствует удача, он получил премию, но за ним приходит несчастье — дочь погибает под колесами автомобиля. Джон стал рассеян, и его увольняют с работы.
Нужда приводит к разногласиям в семье. Жена собирается оставить Джона, но однажды он возвращается домой счастливый — наконец он заработал деньги. Ему повезло — он устроился носильщиком рекламного щита.

## Художественные особенности
Фильм «Толпа» создавался в тот момент, когда в стране появились первые признаки приближающегося экономического кризиса. Жизнь героя фильма перекликалась с действительностью. Реалистическая картина ставила во всей остроте проблему «маленького человека».

## В ролях
- Элинор Бордман — Мэри Симс
- Джеймс Мюррей[англ.] — Джон Симс
- Берт Роуч — Берт
- Эстель Кларк — Джейн
- Делл Хендерсон[англ.] — Дик
- Люси Бомонт — мать Мэри Симс
- Вирджиния Сейл — двоюродная сестра Мэри Симс (в титрах не указана)